# 25. narozeniny (video)

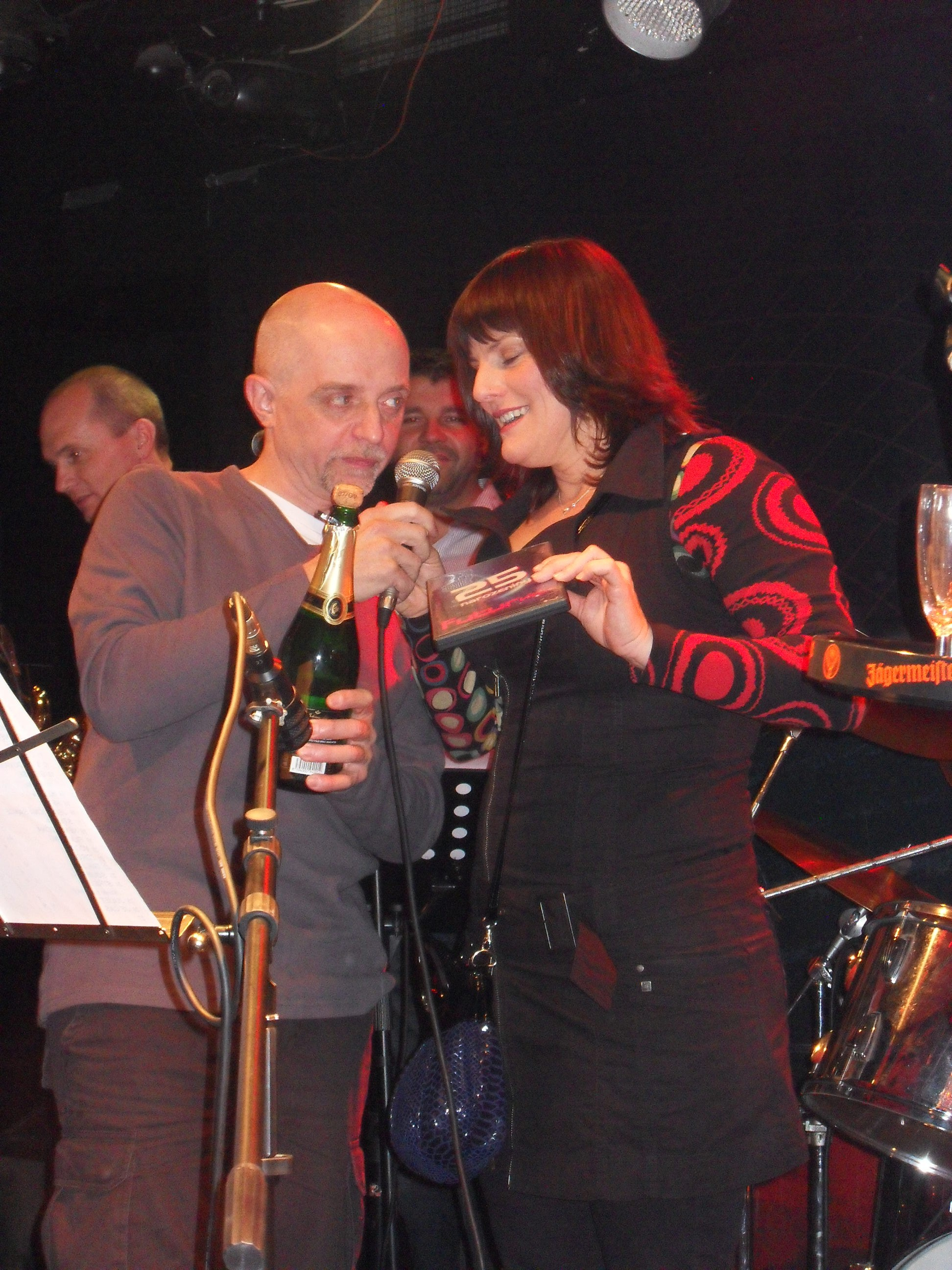
Křest DVD na koncertě 15. prosince 2009

25. narozeniny je videozáznam z koncertů brněnské progressive rockové skupiny Futurum, které kapela uspořádala v březnu 2009 k 25. výročí svého vzniku. DVD s tímto záznamem vyšlo v prosinci 2009 (viz 2009 v hudbě).
29. a 30. března 2009 odehrálo Futurum v brněnském klubu Fléda dva „narozeninové“ koncerty. Kromě současné sestavy kapely se zde představili i zbývající hudebníci, kteří skupinou prošli, a také hosté – perkusionista, vokalistky a dechová sekce. Z vystoupení byl pořízen zvukový i obrazový záznam, který na konci téhož roku vyšel pod názvem 25. narozeniny jako DVD a rovněž i jako stejnojmenné dvojCD.

## Seznam skladeb
1. „Svět kouře“ (Dragoun/Princ)
2. „Po kapkách“ (Dragoun/Smetanová)
3. „Superměsto“ (Kopřiva/Smetanová)
4. „Zóny lidí“ (Dragoun/Smetanová)
5. „Spěch“ (Morávek/Smetanová)
6. „Vyplouvám I“ (Dragoun/Smetanová)
7. „Ostrov Země“ (Kopřiva/Smetanová)
8. „Kámen tvář“ (Morávek/Smetanová)
9. „Sluneční město“ (Seidl/Smetanová)
10. „Stopy“ (Morávek/Smetanová)
11. „Oblouk“ (Seidl/Smetanová)
12. „Vyplouvám II“ (Dragoun/Smetanová)
13. „Genese“ (Kopřiva)
14. „Klaun“ (Dragoun/Princ)
15. „Hry“ (Dragoun, Seidl/Smetanová)
16. „Jedinečná šance“ (Dragoun/Smetanová)
17. „Standa“ (Dragoun, Eremiáš, Seidl, Kopřiva)
18. „Nekonečná“ (Dragoun, Eremiáš/Princ)
19. „Filmy dnů“ (Dragoun, Kopřiva/Smetanová)
20. „Voda“ (Dragoun/Smetanová)
21. „Zdroj“ (Dragoun/F. R. Dragoun)
22. „Tak jak“ (Dragoun/Princ)
23. „Soumrak“ (Kopřiva/Smetanová)
24. „Střílej“ (Dragoun/Princ)
25. „Juliet“ (Dragoun/Smetanová)
26. „Je čas“ (Dragoun/Princ)

## Obsazení
- Futurum
  - Miloš Morávek – elektrická kytara
  - Emil Kopřiva – elektrická kytara
  - Jakub Michálek – baskytara
  - Roman Dragoun – klávesy, zpěv
  - Jan Seidl – bicí
- Leopold Dvořáček – saxofon
- Lubomír Eremiáš – baskytara
- Pavel Pelc – baskytara
- Kristýna Kopřivová – vokály
- Marky – vokály
- Petr Kudibal – perkuse
- Divoké větry
  - Radek Kudrna – altsaxofon
  - Tomáš Hruška – tenorsaxofon
  - Josef Buchta – trubka
  - Petr Hnětkovský – pozoun